# Monte Belo do Sul
Monte Belo do Sul är en kommun i Brasilien.   Den ligger i delstaten Rio Grande do Sul, i den södra delen av landet, 1 500 km söder om huvudstaden Brasília. Antalet invånare är 2 670.
I omgivningarna runt Monte Belo do Sul växer i huvudsak städsegrön lövskog. Runt Monte Belo do Sul är det tätbefolkat, med 709 invånare per kvadratkilometer.